# سیاوش زندگانی
سیاوش زندگانی (زادهٔ ۱۵ شهریور ۱۳۲۱ در آبادان – درگذشتهٔ ۲ اردیبهشت ۱۳۸۳ در تهران) آهنگ‌ساز و نوازندهٔ ویولن بود.
او قبل از انقلاب، برای خوانندگان سرشناسی همچون هایده و مهستی می‌نواخت و آهنگ‌سازی می‌کرد، اما در سال‌های بعد از انقلاب، فعالیتش بسیار محدود شد.
سبک نوازندگی او در ویولن متأثر از نوازندگیِ ساز کمانچه بود.

## زندگی

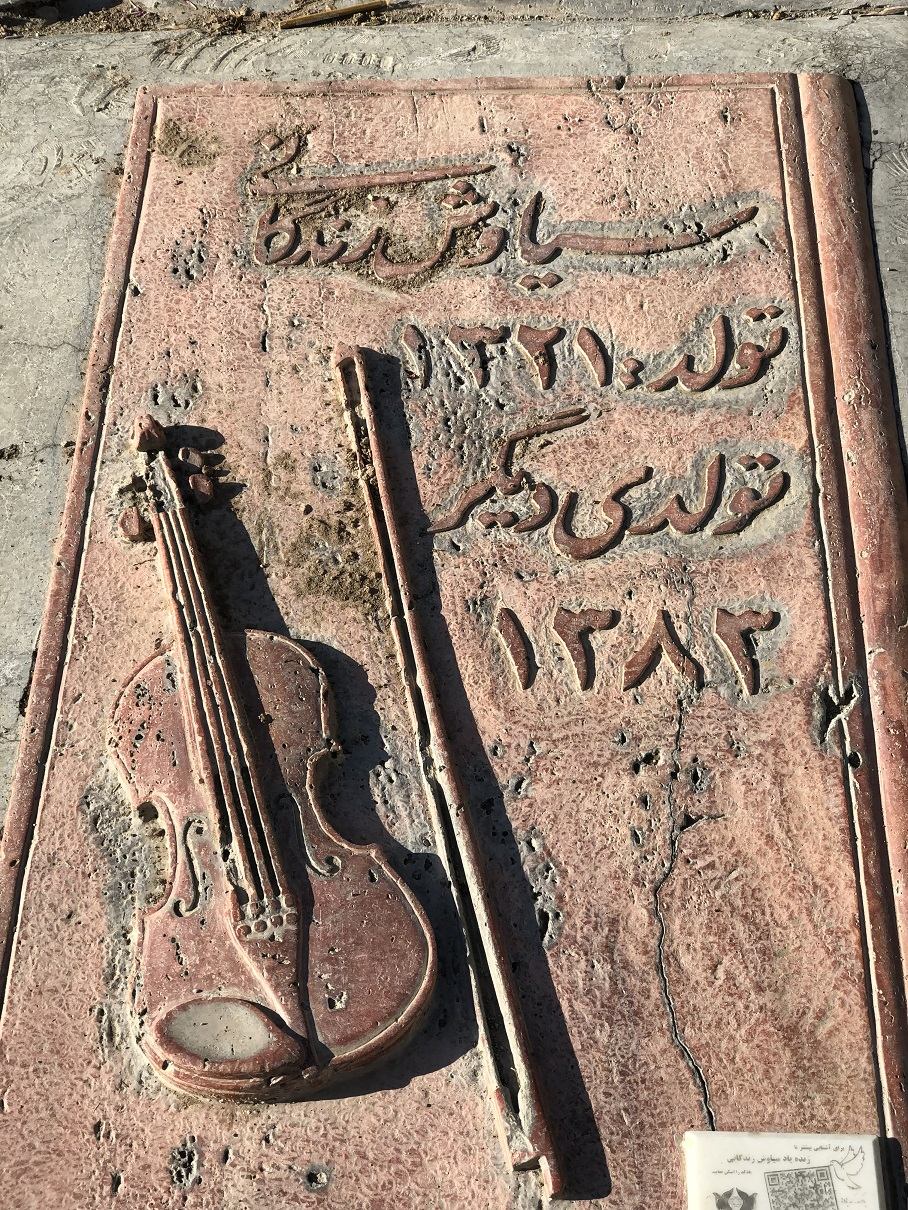
مقبره زندگانی در قطعه هنرمندان بهشت زهرا

او در کودکی والدین خود را در حادثهٔ رانندگی جادهٔ دزفول از دست می‌دهد و پس از آن با عموی خود زندگی میکرد. نام پدر وی عباسعلی آخوندی بود اما سیاوش نام خانوادگی خود را به زندگانی تغییر داد.
سیاوش از سن هفت سالگی به صورت خودآموز با نواختن فلوت آشنا شد و پس از دو سال همکاری خود را با رادیو آبادان (شرکت نفت) آغاز کرد، در واقع وی از ۹ سالگی همکاری خود را با مؤسسات هنری کشور شروع نمود. او مدت دو سال همکاری خود را با این رادیو ادامه داد و در ارکسترهای گوناگون مشغول فعالیت شد.
زندگانی در یازده سالگی توسط سید احمد هاشمی‌پور به حسن علنسا که از نوازندگان چیره‌دست ویولن و کمانچه آن دوران بود معرفی شد و با ویولن و نواختن آن آشنا گشت و پس از مدتی بسیار کوتاه در تلویزیون آبادان (کانال ۳) هفته‌ای یک شب به صورت زنده مشغول تکنوازی و اجرای برنامه گردید، در این میان هم ارکستری را به وجود آورد که با خوانندگان آماتور شهر آبادان و حومه اقدام به اجرای برنامه‌های موسیقی می‌کردند. به گونه‌ای که در مدتی کوتاه مکتب نوازندگی خود را بنا کرد.
سیاوش، در سن بیست سالگی به تهران آمد و همکاری خود را با سازمان رادیو و تلویزیون ایران آغاز کرد و پس یک سال که از ادامه همکاری وی با این سازمان گذشت، به سمت کارمند دبیرخانه و تهیه‌کننده موسیقی استخدام و مشغول کار شد.
وی ضمن تکنوازی ویولن و اداره ارکستر، آهنگ‌سازی را نیز به عهده داشت و با ویولنیست‌های معروفی نظیر پرویز یاحقی، حبیب‌الله بدیعی و اسدالله ملک هم‌دوره بود.
زندگانی در سال ۱۳۴۶ با خانم نسرین محمدی نیا ازدواج کرد که حاصل آن دو فرزند به نام‌های امید و امین بود که هر دو بازیگر هستند.
سیاوش زندگانی در سن ۶۱ سالگی بر اثر سرطان کیسه صفرا در تهران درگذشت و در روز جمعه ۱۳۸۳/۲/۴ در قطعه۸۸ (قطعه هنرمندان) بهشت زهرا به خاک سپرده‌شد.

## آلبوم‌ها
- خاطره ۱
- خاطره ۲